# Triángulo de oro (película)
Triángulo de oro (también conocida como La isla fantasma) es una película de fantasía colombiana estrenada en 1984 y dirigida por el caleño Jairo Pinilla. Estuvo protagonizada por Jorge Enrique Pinilla, Said González, Ana Cecilia Mejía, Jaime Chu Tai Shen, Patricia Zárate, Edelmira Ortíz, Jairo Parada y Jackeline Martínez. En su fecha de estreno, Triángulo de oro fue una de las películas más taquilleras en la historia de Colombia.

## Sinopsis
La tripulación de una embarcación se topará con una extraña isla que solamente es visible desde cierto ángulo. Al desembarcar en ella se encontrarán con extrañas situaciones y criaturas de otro mundo, regidas por un enigmático triángulo dorado. 

## Reparto
- Jorge Enrique Pinilla
- Said González
- Ana Cecilia Mejía
- Jaime Chu Tai Shen
- Patricia Zárate
- Edelmira Ortíz
- Jairo Parada
- Jackeline Martínez